# Батько-Нищук, Оксана Васильевна
Оксана Васильевна Батько-Нищук (укр. Оксана Василівна Батько-Нищук; 27 сентября 1973, Коломыя — 7 октября 2016, Киев) — украинская театральная актриса, заслуженная артистка Украины (2009).

## Биография
Оксана Батько родилась 27 сентября 1973 года на Украине в городе Коломыя (Ивано-Франковская область). Училась в Коломыйской средней школе № 1. В школе участвовала в известном народном танцевальном коллективе «Покуття» под руководством Даны Петровны Демкив.
В 1994 году окончила факультет театрального искусства Киевского национального университета театрального искусства им. И. К. Карпенко-Карого (руководитель курса — Юлия Ткаченко).
Играла в Киевском национальном украинском драматическом театре им. И. Франко.
Умерла 7 октября 2016 года, похоронена на Байковом кладбище.

### Семья
- Муж — актёр Евгений Нищук (род. 1972), народный артист Украины, министр культуры Украины.
- Сын — Олекса (род. 1995), студент факультета киноведения театрального института имени И. К. Карпенко-Карого.
- Сестра — Ирина Батько-Ступка, модельер-конструктор, директор-распорядитель театра «Созвездие», вторая жена актёра Остапа Ступки (род. 1967), сына Богдана Ступки (1941—2012).

## Награды и премии
- Заслуженная артистка Украины (2009)[3].
- Премия Кабинета Министров Украины за вклад молодёжи в построение государства (2004)[4].

## Работы в театре

### Национальный академический драматический театр им. Ивана Франко
1. 1995 — «Лесная песня» Л. Украинки; реж. Дмитрий Чирипюк — Мавка
2. «Берегись Льва» Я. Стельмаха — Обезьянка
3. 1997 — «Король Лир» У. Шекспира; реж. Сергей Данченко — Корделия
4. 1999 — «Три сестры» А. Чехова; реж. Андрей Жолдак — Ирина
5. «Маркиза де Сад» Ю. Мисимы — Рене
6. 2000 — «Брат Чичиков» Н. Садур по «Мёртвым душам» Н. Гоголя; реж. Александр Дзекун — Мавра
7. 2002 — «Букварь мира» по Г. Сковороде; реж. Александр Ануров — Бес в образе прекрасной девы
8. «Божественное одиночество (Оксана)» О. Денисенко — Та, которая сама
9. 2003 — «Эх, мушкетёры, мушкетёры…» Е. Евтушенко; реж. Пётр Ильченко — Бабушка — любимая Д’Артаньяна
10. 2004 — «Истерия» Т. Джонсона; реж. Григорий Гладий — Джессика

## Фильмография
1. 2002 — Прощание с Каиром (укр. Прощання з Каїром; Украина) — Мария в молодости
2. 2010 — Отсчёт (Украина, короткометражный)